# Хорезу (монастырь)
Монастырь Хорезу (рум. Mănăstirea Horezu) — монастырь в одноимённом городе исторической области Валахия в Румынии. Монастырь основан в 1690 году господарем Валахии Константином Брынковяну, впоследствии причисленным к лику святых, и считается лучшим образцом так называемого брынковянского стиля, возникшего в Валахии. Стиль отличается богатством резных архитектурных украшений и декоративных росписей.
Единственная церковь монастыря, церковь Константина и Елены, была расписана работавшим в Хорезу греческим мастером Константином.
В настоящее время монастырь является одним из основных паломнических центров Румынии.
В 1993 году монастырь занесён ЮНЕСКО в список Всемирного наследия.